# Massimo Costantini
Massimo Costantini (Senigallia, 28 marzo 1958) è un tennistavolista italiano.
È stato il miglior giocatore italiano di tutti i tempi nella disciplina del tennistavolo,dopo Massimiliano Mondello; grazie anche alla guida di Enzo Pettinelli.
Attualmente, terminata l'attività agonistica ad alto livello, partecipa al Consiglio Nazionale del CONI in qualità di rappresentante degli atleti, ed ultimamente è stato nominato High Performance Manager dell'ITTF (International Table Tennis Federation).
Da pongista primo italiano a partecipare ad una olimpiade, Seoul 1988. Ha partecipato ad altre tre olimpiadi da allenatore.

## Palmarès
Costantini ha detenuto il record dei titoli italiani nel tennistavolo con 8 vittorie nel singolo e i migliori piazzamenti in competizioni internazionali di atleti italiani:
- Miglior piazzamento nel ranking mondiale: n. 39 nel 1981
- Miglior piazzamento nel ranking europeo: n. 30 nel 1985

Massimo Costantini ha posseduto il record assoluto di presenze in maglia azzurra per tutti gli sport: 452, a cui si possono aggiungere le 50 presenze nella nazionale giovanile, il record è stato superato nel 2005 dal pallavolista Andrea Giani (474). Altro record, anch'esso assoluto, è il numero di anni trascorsi nella nazionale italiana: 22. Precedendo nell'ordine Silvio Piola (calcio), Nicola Pietrangeli (tennis) e Dino Meneghin (basket).

## Partecipazioni internazionali

### Campionati mondiali
- 1975 Calcutta
- 1977 Birmingham
- 1979 Pyongyang
- 1981 Novi Sad
- 1983 Tokyo
- 1985 Göteborg
- 1987 New Delhi
- 1989 Dortmund
- 1991 Chiba
- 1993 Göteborg
- 1995 Tienjin

### Campionati europei
- 1974 Novi Sad
- 1976 Praga
- 1978 Duisburg
- 1980 Berna
- 1982 Mosca
- 1984 Budapest
- 1986 Praga
- 1988 Parigi
- 1990 Göteborg
- 1992 Stoccarda
- 1994 Birmingham

## Allenatore
- Dal 2002 al 2005 è stato allenatore della squadra nazionale maschile.
- Nel Campionato 2006/2007 ha allenato il Circolo Catania in Seria A1 terminando il campionato al secondo posto.
- Dal 2007 al 2008 è stato allenatore della squadra nazionale maschile degli Emirates
- Dal 2009 è il nuovo allenatore della nazionale maschile e femminile dell'India
- Dal 28 gennaio 2011 è il nuovo allenatore dell'ICC Table Tennis Centre di San Francisco